# リベルタン
リベルタン（仏：libertin）とは、ルネサンス思想と啓蒙思想をつなぐ役割を果たした思想家のこと。
もともと17世紀にはlibertinというフランス語は不信仰者と放蕩者を同時に意味していたが、その後次第にもっぱら特定の傾向の思想を抱いた者たちを指すようになり、かならずしも放蕩者でない思想家も指すようになった。具体的には次のような者たちを指している。
- テオフィル・ド・ヴィヨー
- トリスタン・レルミット
- デ・バロー
- シラノ・ド・ベルジュラック
- シュヴァリエ・ド・メレ
- シャルル・ド・サン＝テヴルモン
- アベ・ド・ショリュー
- ランクロ
- フォントネル